# Skafte
Skafte er et dansk navn. Pr. 1. januar 2023 var der 450 personer i Danmark med navnet som efternavn, og 3 personer med navnet som fornavn.

## Personer med navnet
- Dines Skafte Jespersen
- Eva Skafte Jensen
- Jørgen Skafte Rasmussen
- Minna Skafte Jensen
- Søren Skafte